# ولی پارک (اکلاهما)
ولی پارک(به انگلیسی: Valley Park) شهری در ایالت اکلاهما کشور ایالات متحده آمریکا است که جمعیت آن در سرشماری سال ۲۰۱۰ میلادی، ۷۷ نفر بوده‌است.